# Thüringer Basketball Verband
Der Thüringer Basketball Verband e. V. (TBV) ist einer der 16 Landesverbände des Deutschen Basketball Bundes. Er ist der Dachverband der Basketballvereine beziehungsweise Sportvereine mit Basketballabteilungen im Bundesland Thüringen.

## Geschichte
In der DDR war der Basketballsport in Thüringen in den drei Bezirken Gera, Erfurt und Suhl organisiert. Nach der Wiedervereinigung wurden diese Bezirke im Thüringer Basketball Verband zusammengeführt. Der TBV wurde am 16. Juni 1990 in Jena gegründet, erster Vorsitzender war Manfred Rosemann. Am 2. November desselben Jahres wurde der Verband zusammen mit den anderen neugegründeten ostdeutschen Verbänden Mitglied des Deutschen Basketball Bunds. Bis 2009 war Dietmar Bendix Präsident des TBV, im Juli 2009 wurde Dirk Kollmar dessen Nachfolger. Nach dem Tod Kollmars im Mai 2014 wurde Bendix abermals TBV-Vorsitzender. Im Oktober 2018 kündigte Bendix seinen Rückzug von diesem Amt an. Zu seinem Nachfolger wurde Ende Juni 2019 Thomas Fritsche, Geschäftsführer des USV Jena, gewählt.

## Aufgaben und Struktur

### Organisation
Dem Eigenverständnis des Verbandes nach schafft der TBV „die Voraussetzungen für den Spielbetrieb im Bereich der Jugend und der Erwachsenen, fördert den Nachwuchsleistungssport und den Breitensport und steht seinen Mitgliedsvereinen stets beratend zur Seite“. Die höchste Spielklasse des Verbands im Erwachsenenbereich ist die Oberliga. Zusammen mit dem Basketballverband Sachsen und dem Bayerischen Basketball Verband ist der TBV ständiges Mitglied der Regionalliga Südost. Des Weiteren ist der TBV für die Ausrichtung des Landespokals zuständig. Seit 2017 kooperiert der TBV mit dem Basketball-Verband Sachsen-Anhalt und dem Basketballverband Sachsen im Jugendbereich und bietet in den Spielklassen U12 und U14 die Mitteldeutsche Liga an.

### Mitgliederzahlen
| Jahr | Mitglieder | Vereine |
| ---- | ---------- | ------- |
| 1990 | 752        | 28      |
| 1995 | 3.098      | 37      |
| 2009 | ca. 1.500  | 48      |
| 2016 | 3.107      | 68      |
| 2018 | 3.187      | 64      |
| 2019 | 3.529      | 63      |
| 2020 | 3.896      | 65      |
| 2021 | 3.896      | 67      |
| 2022 | 4.449      | 71      |
| 2023 | 4.970      | 74      |
| 2024 | 5.019      | 73      |

Bei seiner Gründung 1990 waren 752 Mitglieder in 28 Vereinen im TBV organisiert. Diese Zahl stieg Mitte der Neunziger auf über 3.000 Mitglieder, 1997 wurde der 50. Verein aufgenommen. 2009 hatte der TBV rund 1.500 Mitglieder und 48 Mitgliedsvereine. Gemäß Bestandserhebung des Landessportbundes Thüringen waren es mit Stand März 2024 5.019 Mitglieder in 73 Vereinen.

## Erfolgreiche Mannschaften
Die erfolgreichste Mannschaft des TBV ist Science City Jena (bis 2007 TuS Jena), die in der Saison 2007/08 und von 2016 bis 2019 in der höchsten deutschen Spielklasse, der Basketball-Bundesliga, spielte. Mit den Rockets aus Gotha gab es in der Saison 2017/18 ein weiteres Thüringer Team im deutschen Oberhaus. Nach dem direkten Abstieg zog sich der Verein jedoch vom professionellen Spielbetrieb zurück. Seit 2018 spielen die Basketball Löwen Erfurt in der drittklassigen ProB.
Sowohl TuS Jena, die Rockets (bzw. ihr Stammverein BiG Gotha) als auch der USV Jena stellten Mannschaften in der 2. Damen-Basketball-Bundesliga.